# アンソニー・E・ズイカー

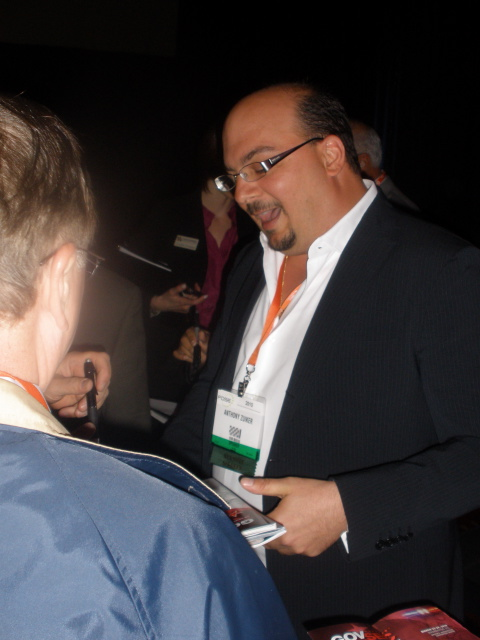
アンソニー・E・ズイカー

アンソニー・E・ズイカー（Anthony E. Zuiker、1968年8月17日 - ） はテレビドラマ『CSI:科学捜査班』の企画原案、製作総指揮者。『CSI:』シリーズの4作品『CSI:科学捜査班』、『CSI:マイアミ』、『CSI:ニューヨーク』と『CSI:サイバー』のすべてをプロデュースしている。イリノイ州ブルー・アイランドの生まれで、ネバダ大学ラスベガス校を卒業している。

## 社会奉仕事業
ネバダ州ラスベガスにあるChaparral High Schoolの新しい劇場は彼の名前から『Anthony E. Zuiker Theatre』と名付けられた。